# トウェイン・シャル・ミート
『トウェイン・シャル・ミート』(The Twain Shall Meet) は、イングランドのロック・バンドであるエリック・バードン&ジ・アニマルズが1968年に発表した2作目のアルバム。

## 概要
前作『ウィンズ・オブ・チェンジ』の流れを汲んだサイケデリック・ロック色の強い作風となっている。
1967年6月にモンタレー・ポップ・フェスティバルに出演した経験に触発された「モンタレー」、当時熾烈を極めていたベトナム戦争への反戦歌「スカイ・パイロット」といった代表曲が収録されている。

## トラックリスト
特記なき楽曲は、エリック・バードン、ヴィク・ブリッグス、ジョン・ウェイダー、バリー・ジェンキンス、ダニー・マカロック作

### Side 1
1. モンタレー "Monterey" 4:18
2. ジャスト・ザ・ソート "Just the Thought" 3:47
3. クローザー・トゥ・ザ・トゥルース "Closer to the Truth" 4:31
4. ノー・セルフ・ピティ "No Self Pity" 4:50
5. オレンジ・アンド・レッド・ビームス "Orange and Red Beams" (Danny McCulloch) 3:45

### Side 2
1. スカイ・パイロット "Sky Pilot" 7:27
2. ウィー・ラヴ・ユー・リル "We Love You Lil" 6:48
3. オール・イズ・ワン "All Is One" 7:45

## パーソネル
- エリック・バードン - ヴォーカル（Side 1:1,3,4 Side 2:1,3）
- ジョン・ウェイダー - ギター、ヴァイオリン
- ヴィク・ブリッグス - ギター
- ダニー・マカロック - ベース、ヴォーカル（Side 1:2,5）
- バリー・ジェンキンス - ドラムス

## バックグラウンド
| 専門評論家によるレビュー | 専門評論家によるレビュー |
| レビュー・スコア         | レビュー・スコア         |
| 出典                     | 評価                     |
| ------------------------ | ------------------------ |